# المزيني (مناخة)

تعديل مصدري - تعديل

المزيني هي إحدى قرى عزلة لهاب بمديرية مناخة التابعة لمحافظة صنعاء، بلغ تعداد سكانها 4700 نسمة حسب تعداد اليمن لعام 2013.